# 新镇路
31°09′33″N 121°21′11″E / 31.15904°N 121.35296°E
新镇路，是中國上海市闵行区七宝镇的一条道路，以其位于位于七宝镇新镇区命名。北起吴中路，南迄顾戴路，长3.75千米（改造前）。

## 相交道路[2]
- 吴中路
- 新龙路
- 漕宝路
- 富强路
- 宝南路
- 农南路
- 中谊路
- 荣谊路
- 宝铭路
- 顾戴路

## 沿路主要设施[3]
- 上海七宝外国语学校
- 闵行体育公园
- 上海市七宝明强小学、上海市闵行区启音学校
- 上海轨道交通10号线航中路站
- 闵行文化公园

## 道路改建
2012年12月18日，新镇路改建工程开工，作为闵行文化公园、七宝生态商务区配套项目。改建后的新镇路是闵行文化公园和七宝生态商务区的中心道路，连接漕宝路和吴中路。据市政规划总体要求，新镇路走向向东偏移200米，原有道路废弃，改为“4快2慢”车道。改造道路长1033.55米，道路红线宽度35米。

## 道路阻塞
新镇路由于学生客流集中，又因与之相交的东西向道路不多，交通压力一向较大。

## 事故
2009年6月2日下午，因避让一辆由农南路东向北右转的奥迪车（车牌号沪A031C8），一辆车牌为沪EV6696的大众出租车由南向北闯入双黄线另一侧，和由北向南过路车牌为沪B60827的上海公交173路公交车迎面相撞。被撞的173路空调车车头右侧车窗玻璃粉碎性破裂；而大众出租车右前车身完全扭曲变形，打开的气囊和座位上血迹斑斑。农南路上一家店的店主高小飞与几名朋友找来撬棍，救出驾驶员，并随即拦下一辆出租车，将驾驶员送往上海市闵行区中心医院。出租车上2名韩国籍女乘客当场死亡，司机在送医院后抢救无效，也于当天死亡；事故出租车上另外两名重伤韩国籍女乘客在送往闵行区中心医院后，也因伤势过重，于6月3日抢救无效死亡。事发后，上海市人民政府有关领导立即赶往事故现场指挥协调并安抚家属；韩国驻沪总领馆也得到通报，并派员处理有关事宜。经确认，死亡的韩国籍乘客均为中年女性，系韩籍在沪从业人员家属。事发后，奥迪车驾驶员张峡（一名张夏）立刻遭到刑事拘留。
据闵行区交警部门认定，涉事三辆机动车均涉嫌超速驾驶：张峡驾驶车右转弯时，最低行驶速度约33.5 km/h，超出限速3.5 km/h，妨碍被放行车辆通行。潘某驾驶公交车事发前车速约为71~74 km/h，超出限速41~44 km/h。出租车驾驶员吴某事发前车速约为59 km/h，其右方道路来车实施右转弯的情况下，从限速60公里/小时的路段，通过路口进入前方限速40公里/小时的路段过程中，未及时减速，因而三方的行为共同造成这起道路交通事故。经闵行区检察院审查交通事故责任认定报告：张峡在遇红灯右转弯时，妨碍被放行的车辆通行，而且超速行驶，过错的严重程度较大；公交车司机潘某和出租车司机吴某虽也有过错行为，但严重程度较小。故依据相关规定，检察院确定张峡承担事故主要责任，潘某和吴某承担事故次要责任，4名女乘客不承担事故责任。据此，闵行区人民检察院将奥迪车驾驶员张峡批准逮捕。
在庭审中，张峡辩称，认定其负事故的主要责任与事实不符。案发后其始终未离开现场，并在民警到达后主动表明自己为肇事者；而其辩护人为其做出无罪辩护，认为其它相关方也是交通肇事者。2009年11月24日，案件做出判决。闵行区人民法院宣判时认为，张峡应负主责，但其无前科、有自首情节，故判有期徒刑四年半，驳回无罪辩护。